# Hazit HaAm
Хазит ХаАМ (хебр. חזית העם, дословно: Пред народом) биле су недељне новине повезане са ревизионистичким ционизмом, објављиване у Палестини у периоду између јануара 1932. и јуна 1934. године.
„Хазит Хаам“ је основан неколико месеци након што је „Хам“ затворен, и био је новине екстремистичке ревизионистичке групе „Брит Хабирионим“. Служио је као веома гласан и асертиван глас против британске власти и против Мапаија и вођа Јишува.
Листи су основане 1931. године од стране Јехошуе Лихтера. Затворене су 1934. године, а наследиле су их ХаЈарден и ХаМашкиф.
Новине су познате по свом толерантном или чак подржавајућем ставу према неким аспектима нацистичке идеологије. Када је Адолф Хитлер дошао на власт 1933. године, изјавиле су да „Ако неки сегменти нашег народа извуку одговарајуће закључке из хитлеризма [[[sic]]], онда ћемо моћи да кажемо да је из лоше ситуације произашло нешто добро“. Новине су такође одобравале Хитлеров антикомунизам, наводећи да „антисемитску љуску треба одбацити, али не и његову антимарксистичку унутрашњост“. Хвала нацизму је наводно престала након што је водећи ревизионистички мислилац Зеев Жаботински позвао на „потпуни крај ове гнусобе“.
Лист је угашен 1934. године.